# Ellis in Wonderland
Ellis in Wonderland – debiutancki album amerykańskiego gitarzysty jazzowego Herba Ellisa, nagrany przy współudziale Tria Oscara Petersona, trębacza Harry'ego "Sweet" Edisona i saksofonistów
Charliego Mariano i Jimmy'ego Giuffre'ego. Pierwsze cztery nagrania zarejestrowane zostały 28 grudnia 1955 w studiu Radio Recorders, pozostałe – 3 stycznia 1956 w Capitol Studios w Hollywood. LP został wydany w lutym 1956 przez wytwórnię Norgran. Producentem był Norman Granz. W styczniu 2006 ukazała się na CD reedycja firmy Verve.

## Muzycy
- Herb Ellis – gitara
- Jimmy Giuffre – saksofon barytonowy, saksofon tenorowy, klarnet
- Harry "Sweets" Edison – trąbka
- Charlie Mariano – saksofon altowy
- Oscar Peterson – fortepian
- Ray Brown – kontrabas
- Alvin Stoller – perkusja

## Lista utworów
Strona A
| 1. | "Sweetheart Blues" (Herb Ellis)                                         | 4:46  |
|    |                                                                         |       |
| 2. | "Somebody Loves Me" (Buddy DeSylva, George Gershwin, Ballard MacDonald) | 4:55  |
|    |                                                                         |       |
| 3. | "It Could Happen to You" (Johnny Burke, Jimmy Van Heusen)               | 3:47  |
|    |                                                                         |       |
| 4. | "Pogo" (Herb Ellis)                                                     | 4:45  |
|    |                                                                         |       |
|    |                                                                         | 18:13 |
|    |                                                                         |       |
Strona B
| 5. | "Detour Ahead" (Lou Carter, H. Ellis, Johnny Frigo)       | 4:03  |
|    |                                                           |       |
| 6. | "Ellis in Wonderland" (H. Ellis)                          | 3:52  |
|    |                                                           |       |
| 7. | "Have You Met Miss Jones?" (Lorenz Hart, Richard Rodgers) | 6:20  |
|    |                                                           |       |
| 8. | "A Simply Tune" (Jimmy Giuffre)                           | 4:11  |
|    |                                                           |       |
|    |                                                           | 18:26 |
|    |                                                           |       |

## Informacje uzupełniające
- Producent reedycji – Bryan Koniarz
- Producent wykonawczy – Ken Drucker
- Mastering – Bob Irwin, Jayme Pieruzzi